# John Freeman (écrivain)
Pour les articles homonymes, voir John Freeman et Freeman.
Œuvres principales
- Vous êtes ici

John Freeman, né en 1974 à Cleveland dans l'Ohio, est un écrivain et critique littéraire américain. Il a été rédacteur en chef de la Revue littéraire Granta jusqu'en 2013, été président du National Book Critics Circle de 2006 à 2008. Il vit à New York.

## Œuvre traduite en français

### Recueil de poèmes
- Vous êtes ici, Actes Sud, 2019 ((en) Maps, Copper Canyon Press, 2017), trad. Pierre Ducrozet, 112 p.  (ISBN 978-2330117726)
- . New York, pour le meilleur et pour le pire, Actes Sud, 2015, traduction Justine Augier et Annie-France Mistral